# Заплюсье
За́плюсье — рабочий посёлок (посёлок городского типа) в Плюсском районе Псковской области России.
Административный центр городского поселения Заплюсье.

## География
Расположен в верховьях реки Плюссы (бассейн Нарвы), в 102 км к северо-востоку от Пскова, и в 176 км к югу от Санкт-Петербурга, на шоссе Санкт-Петербург — Псков (автодорога Р-23).
Расположен практически на границе Псковской и Ленинградской областей.

## История
Поселок образован в связи со строительством крупного торфопредприятия рядом с одноимённой деревней, впервые упомянутой в XV веке. Разработка месторождения торфа «Заплюсские Мхи» началась в 1953 году, в 1955 году началось строительство тофропредприятия и посёлка торфодобытчиков, а в 1958 году пошли первые тонны торфа.
Статус посёлка городского типа (рабочего посёлка) п. Заплюсье был присвоен решением Псковского облисполкома от 10 июля 1961 года.

## Население
| 1970  | 1979  | 1989  | 2001  | 2002  | 2009  | 2010  |
| ----- | ----- | ----- | ----- | ----- | ----- | ----- |
| 2341  | ↘2092 | ↘1896 | ↘1642 | ↘1393 | ↘1149 | ↘1096 |
| 2011  | 2012  | 2013  | 2014  | 2015  | 2016  | 2017  |
| ↘1091 | ↘1073 | ↘1058 | ↗1066 | ↗1103 | ↘1052 | ↘1042 |
| 2018  | 2019  | 2020  | 2021  |       |       |       |
| ↘1033 | ↘972  | ↗977  | ↘869  |       |       |       |

## Экономика
Добыча — переработка торфа. Добывает торф ООО «Пиндструп». Торф поставляется в регионы России и зарубежные страны. Для вывоза торфа с участка добычи используется узкоколейная железная дорога. По данным на 2010 год — действующая узкоколейная железная дорога только в направлении торфоболота на восток от посёлка. В поселке работают продовольственные магазины, дом культуры, средняя общеобразовательная школа.

## Транспорт
Через поселок проходит автодорога Санкт-Петербург  — Псков, которая является частью маршрута Е-95. Развитое автобусное сообщение с Санкт-Петербургом, Псковом, Лугой, другими городами.